# Johann Friedrich Winckler (Theologe)

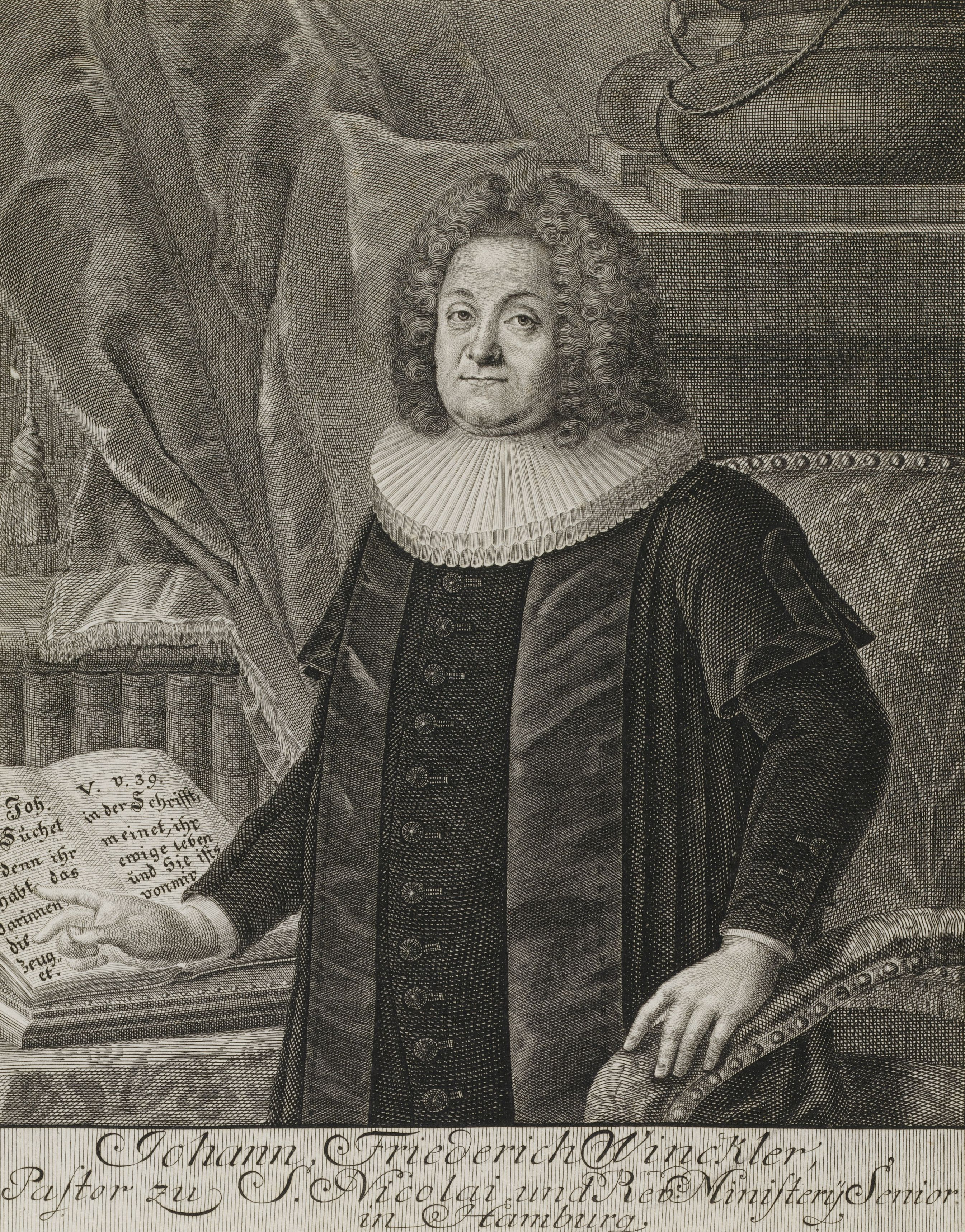
Kupferstich von Christian Fritzsch (1736)

Johann Friedrich Winckler (* 13. Dezember 1679 in Wertheim; † 24. Oktober 1738 in Hamburg) war ein deutscher lutherischer Theologe.

## Leben
Winckler war ein Sohn des lutherischen Theologen Johann Winckler, der 1684 Hauptpastor an St. Michaelis in Hamburg wurde. Er lernte orientalische Sprachen bei Esdras Edzardus in seiner Heimatstadt und bei Hiob Ludolf in Frankfurt a.M. Ab 1695 studierte er Evangelische Theologie an der Universität Greifswald und erwarb 1697 den Magistergrad. Nach Studienreisen durch die Niederlande, England und Deutschland wurde er 1704 Professor der orientalischen Sprachen am Akademischen Gymnasium in Hamburg. 1712 wurde er als Nachfolger von Franz Wolff Hauptpastor an der St.-Nikolai-Kirche. Zusätzlich übernahm er 1730 das Amt des Seniors des geistlichen Ministeriums in Hamburg und somit des höchsten evangelischen Geistlichen in der Hansestadt. Beide Ämter hatte er bis zu seinem Tod inne.
Winckler setzte auch als Pastor seine orientalischen Studien fort und veröffentlichte daneben erbauliche Schriften und Predigten. 
Sein Sohn Johann Dietrich Winckler war auch Theologe und wurde 1758 ebenfalls Hauptpastor an der St.-Nikolai-Kirche.